# 미쓰마타촌 (사이타마현)
미쓰마타촌(三俣村)은 사이타마현의 북동부 기타사이타마군에 속했던 촌이다. 1889년 성립되었으며, 1955년 다른 정·촌과 함께 가조시로 합병되었다.

## 역사
- 1889년 4월 1일 - 정촌제 시행에 의해 기타사이타마군 미쓰마타촌이 성립하였다.
- 1954년 5월 3일 : 기타사이타마 군 가조 정, 후도카 정, 라이하 촌, 오쿠와 촌, 미즈후카 촌, 히야리카와 촌, 시다미 촌과 합병해 가조시가 되었다.